# サラとソロモン
『サラとソロモン』（原題: Sara-and the Foreverness of Friends of a Feather）は、エスター・ヒックスとジェリー・ヒックスによる著作で、チャネリングによるものとされる。イラストレーションはキャロライン・S・ガレット（Caroline S. Garrett）。本書は児童文学の体裁を用いた「引き寄せの法則」の基本を学ぶための物語である。本作品の他に2冊の続編がある。また原書のタイトルはシリーズ完成後に「Sara, Book 1: Sara Learns the Secret about the Law of Attraction」と改められた。

## あらすじ
主人公の平凡な少女サラが、あるとき雑木林に住むソロモンという名の賢いふくろうと知り合いになったことから物語は始まる。それまでのサラは、家庭や学校生活の中で悪いことを探し出しては、それを遠ざけようとする《苦しみの鎖》につながれた心の状態だった。しかし、自分の感じ方を少しずつ変えることで《幸せの流れ》へと変化させていくことができる、とソロモンから教えられる。こうしてサラは、ふくろうのソロモンと対話を続けていくなかで、人生を動かしている宇宙の法則を再発見して、今までとは見違えるほど毎日が生きやすくなっていく。だが、そんなある日のこと・・・。

## 登場人物
サラ
ひとりで考えごとをするのが好きな女の子。弟のジェイソンが嫌い。静かで幸せな世捨て人になりたがっている。
ソロモン
サッカーさんの土地の雑木林に住んでいる大きなふくろう。サラと知り合いになってからは、サラの抱える人生の悩みに答える。　　　　
ジェイソン
いたずらや悪ふざけが好きで、姉のサラや女の先生を驚かして面白がっている。サッカーさんの土地の雑木林でソロモンを見つける。
ジョーゲンセン先生
生徒にはとても厳しいところもあるが実は愛情深い先生。
お母さん
いつも元気で家族の生活を支えている働きもの。少し心配性のところがある。
エレン
サラの２年上で、いつも微笑んでいて感じのいい上級生。
ドナルド
転校してきた生徒。サラと同じクラスで、トミーとリンに意地悪されている。
ゾーイーお婆さん
サラの家の近くに住んでいるお年寄り。とてもゆっくり話をする。　　

## ソロモンの《幸せの流れ》
第１ステップは、自分が欲しくないものは何かを認めること。
第２ステップは、自分が欲しいものは何かを決めること。
第３ステップは、自分の欲しいものが何なのかをはっきりさせたあとは、それがどんな感じがするかを本当に感じられるようにならなければならない、ということ。
君がここにいるのは、味わい愛でることができる物事を選ぶためなんだ。味わい愛でることによって、君自身の波動が、君が見つけようとしていた完璧な状況の波動と同じ波動になる。そうしてこそ、その完璧な状況を自分に引き寄せられるんだ。
君が味わい愛でていたり、そういう気持ちに浸っていたり、何かをほめていたり、良い面に焦点を当てていたりする時には、素晴らしい気持ちがするってことに、君は気がつくだろう。素晴らしい気持ちがするのは、君が《幸せの流れ》につながっているという意味なんだ。
そして一番大切なことは《幸せの流れ》にずっとつながったままでいることだってことを、覚えておかなければいけない。

## 著作
- Sara-and the Foreverness of Friends of a Feather (1998)
Sara, Book 1: Sara Learns the Secret about the Law of Attraction (2007)
- Sara and Seth: Solomon's Fine Featherless Friends (1999)
Sara, Book 2: Solomon's Fine Featherless Friends (2007)
- Sara, Book 3: A Talking Owl is Worth a Thousand Words! (2002)

## 日本語訳
- 『サラとソロモン：少女サラが賢いふくろうソロモンから学んだ幸せの秘訣』
加藤三代子訳、ナチュラルスピリット、2005年11月、ISBN 978-4-931449-76-3
- 『物語で読む引き寄せの法則：サラとソロモンの友情』
栗原百代訳、河出書房新社、2008年10月、ISBN 978-4-309-20505-2
- 『物語で読む引き寄せの法則：サラとソロモンの知恵』
栗原百代訳、河出書房新社、2008年11月、ISBN 978-4-309-20507-6